# Osteocephalus yasuni
Osteocephalus yasuni és una espècie de granota que es troba a Colòmbia, l'Equador, Perú i, possiblement també, al Brasil.
Està amenaçada d'extinció per la pèrdua del seu hàbitat natural.